# سيجي كوباياشي
سيجي كوباياشي (باليابانية: 小林誠司؛ بالكانا: こばやし せいじ) هو لاعب كرة قاعدة ياباني، ولد في 7 يونيو 1989 في ساكاي في اليابان.

## وصلات خارجية
- سيجي كوباياشي على موقع دوري كرة القاعدة الرئيسي (الإنجليزية)
- سيجي كوباياشي على موقع الدوري الياباني لكرة القاعدة (الإنجليزية)
- سيجي كوباياشي على موقعبيزبول رفرنس.كوم (الدوري الثانوي) (الإنجليزية)